# نستور تونیری
نستور تونیِری (اسپانیایی: Néstor Togneri‎; ۲۷ نوامبر ۱۹۴۲ – ۸ دسامبر ۱۹۹۹) بازیکن فوتبال اهل آرژانتین بود.
از باشگاه‌هایی که در آن بازی کرده‌است می‌توان به باشگاه فوتبال استودیانتس اشاره کرد.
وی همچنین در تیم ملی فوتبال آرژانتین بازی کرده‌است.